# Hadschi Murat (Lew Tolstoi)

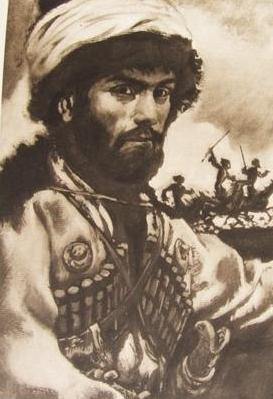
Jewgeni Lansere (1913): Buchillustration zu Hadschi Murat

Hadschi Murat (russisch Хаджи-Мурат, Transkription: Chadschi-Murat, Transliteration: Chadži-Murat) ist eine Erzählung von Lew Tolstoi, die in den Jahren 1896–1906 entstand und 1912 postum erschien. Tolstoi verwendete die Erinnerungen des Unterleutnants und späteren Generals Wladimir Alexejewitsch Poltorazki. sowie des Adjutanten und späteren Grafen Michail Loris-Melikow Dies ist das letzte Werk Tolstois.
Erzählt werden Episoden aus den letzten Lebensmonaten des awarischen Muslims Hadschi Murat, eines wankelmütigen Kämpfers der Tschetschenen gegen Militärs im Reich Nikolaus’ I.

## Inhalt
Spätherbst 1851 bis 5. Mai 1852 in Tschetschenien und Dagestan im östlichen Kaukasus: Im November 1851 kommt Hadschi Murat – auf der Flucht vor den Muriden Schamils – bei einem seiner Getreuen in einem tschetschenischen Aul in der Nähe des Argun unter. Wer Hadschi Murat Obdach gewährt, muss mit der Todesstrafe rechnen. Der Ankömmling wurde von einer Dorfbewohnerin beobachtet. Schamil will ihn lebendig oder tot. Die Männer im Aul wollen Hadschi Murat festnehmen. Nach der dreitägigen Verfolgung möchte sich der Flüchtling ausschlafen. Er glaubt an sein Glück. Wenn Hadschi Murat zu Fürst Semjon Michailowitsch Woronzow überliefe, könnte er gegen Schamil zu Felde ziehen und in Awarien sowie in ganz Tschetschenien die Macht übernehmen. Er schickt einen Boten aus. Woronzow will Hadschi Murat wie einen Gast empfangen. Hadschi Murat entzieht sich der drohenden Verhaftung durch die Tschetschenen im Dorfe durch eine waghalsige Flucht und unterwirft sich dem Fürsten Woronzow. Letzterer ist der Sohn des kaiserlichen Statthalters in Tiflis. Die Meldung vom Übertritt Hadschi Murats geht in Tiflis am 7. Dezember 1851 ein.
Hadschi Murat wird nach Tiflis geleitet und erzählt dort den Russen, Schamil verfolge ihn, weil er nicht gegen den Zaren kämpfen wolle. Hadschi Murat beteuert vor dem Statthalter, bis zum letzten Blutstropfen wolle er unter russischer Führung gegen Schamil kämpfen, doch er müsse vorerst noch warten. Schamil halte Hadschi Murats Familie – die Frau, die Mutter und sechs Kinder – in den Bergen fest und werde die Seinen, sobald Hadschi Murat angreift, umbringen. Im Stab des Tifliser Statthalters vermuten einige Offiziere, der Überläufer wolle sie täuschen; es komme ihm nur auf die Erkundung der Schwachpunkte in den russischen Stellungen an.
Dem Überläufer wird nicht vertraut. Denn Hadschi Murat hat sowohl mit den Russen und gegen sie gekämpft. Adjutant Loris-Melikow lässt sich aus Hadschi Murats Leben erzählen. Dabei kommt heraus, Schamil hatte Hadschi Murats Bruder umgebracht. Deshalb wurde Hadschi Murat Fähnrich bei General Rosen. In der russischen Truppe diente einer der Todfeinde Hadschi Murats: Achmet Khan. Dieser hatte vergebens um eine Frau gefreit und war zu der Ansicht gekommen, Hadschi Murat habe die Werbung hintertrieben. Achmet Khan hatte nun bei der ersten Gelegenheit den Fähnrich Hadschi Murat gefangen genommen. Dem Gefangenen war die Flucht gelungen und er hatte fortan unter Schamil gegen die Russen gekämpft, weil er sich an Achmet Khan rächen wollte. Aber es gab zwischen Schamil und Hadschi Murat Streit um Beuteanteile. Schamil brauchte einerseits Hadschi Murat als wendigen Kämpfer und andererseits wollte er ihn als gefährlichen Konkurrenten für das Amt des Imam loswerden. Hadschi Murat muss also um sein Leben fürchten, flieht und wird von den Muriden des Schamil verfolgt, wie oben eingangs skizziert.
Am 20. Dezember 1851 schreibt der Tifliser Statthalter Woronzow in der Sache Hadschi Murat einen Brief an Kriegsminister Tschernyschew. Letzterer wendet sich am 1. Januar 1852 an den Zaren. Nikolaus I. schließt sich Woronzows Vorschlag an – Hadschi Murat soll gegen den Feind eingesetzt werden. Der Feind – das ist Schamil. Hadschi Murat beauftragt Getreue mit der Befreiung seiner Familie, während Schamil im Felde kämpft. Schamils Schwiegervater vereitelt die Unternehmung. Die Geiseln werden nach Wedeno gebracht. Schamil lockt Hadschi Murat nach Wedeno. Hadschi Murats Sohn Jussuf musste dem Vater einen Brief schreiben. Falls Hadschi Murat nicht bis zum Beiramfest nach Wedeno kommt, wird Jussuf der Kopf abgeschlagen und Jussufs Mutter sowie die Großmutter werden als Freiwild durch die Aule gejagt. Schamil korrigiert sich. Er wird Jussuf wie einen Verräter behandeln – ihm die Augen ausstechen lassen.
Jussuf will sich erstechen. Das misslingt. Er wird in sein Gefängnis – eine Grube – zurückgebracht.
Hadschi Murat fleht den Statthalter Woronzow in Tiflis vergeblich an, gefangene Gebirgsbewohner gegen seine Familie auszutauschen. Er lässt sich nach Nucha versetzen – in der Absicht, seine Familie zu befreien. Woronzow ruft Hadschi Murat für den 12. April 1852 zu einer Besprechung nach Tiflis. Doch Hadschi Murat flieht. Er will seine Familie auf eigene Faust befreien. Die Flucht endet in einem gefluteten Reisfeld. Hadschi Murat wird umzingelt und erschossen.

## Historie
Tolstoi erwähnt etliche historische Persönlichkeiten beziehungsweise bringt diese ins Spiel. Die meisten sind in der kurzen Zusammenfassung oben nicht genannt.
Die Abbildungen der Persönlichkeiten sind nach ihrer Erwähnung in Tolstois Erzählung geordnet.

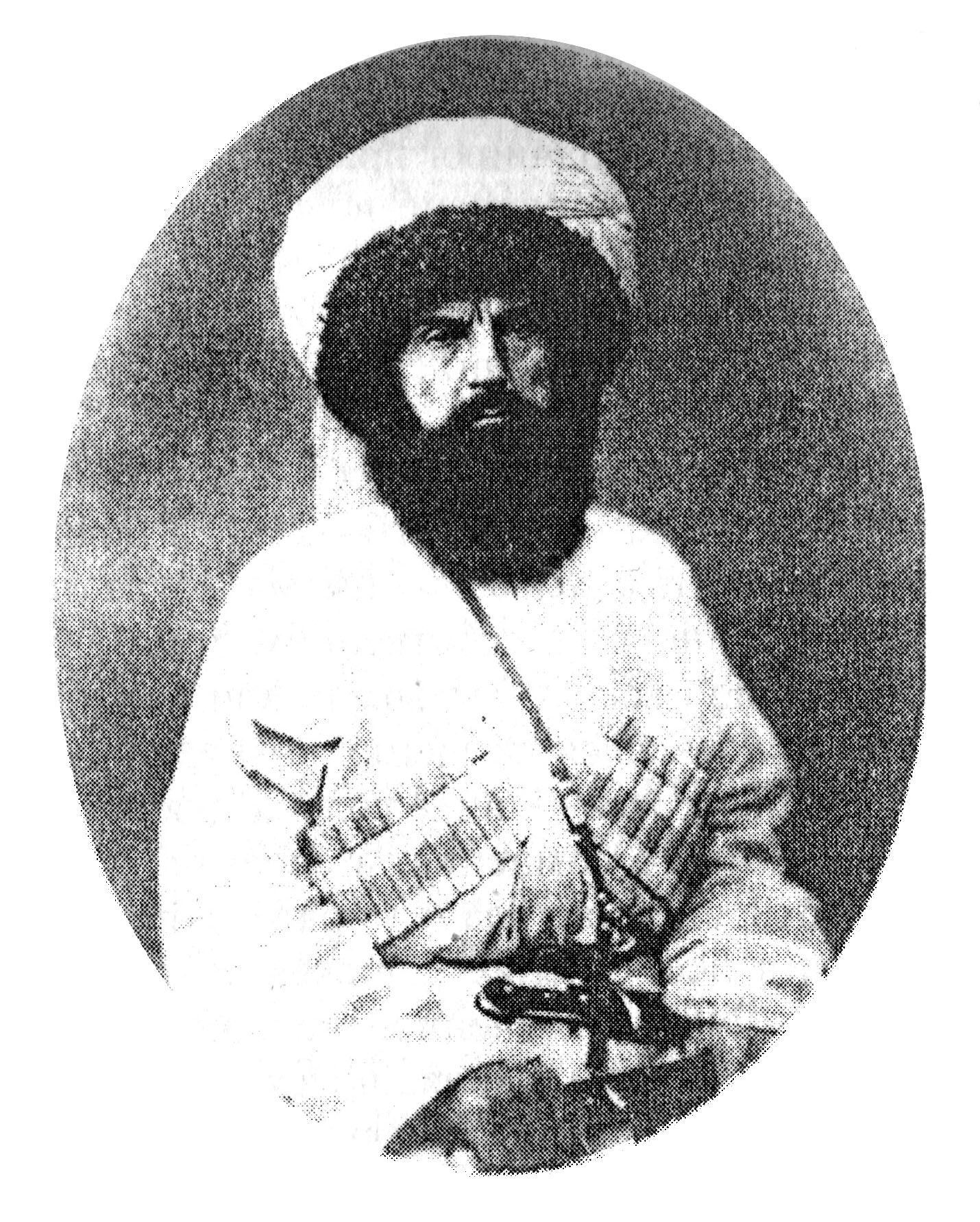
Schamil[7] (1797–1871)
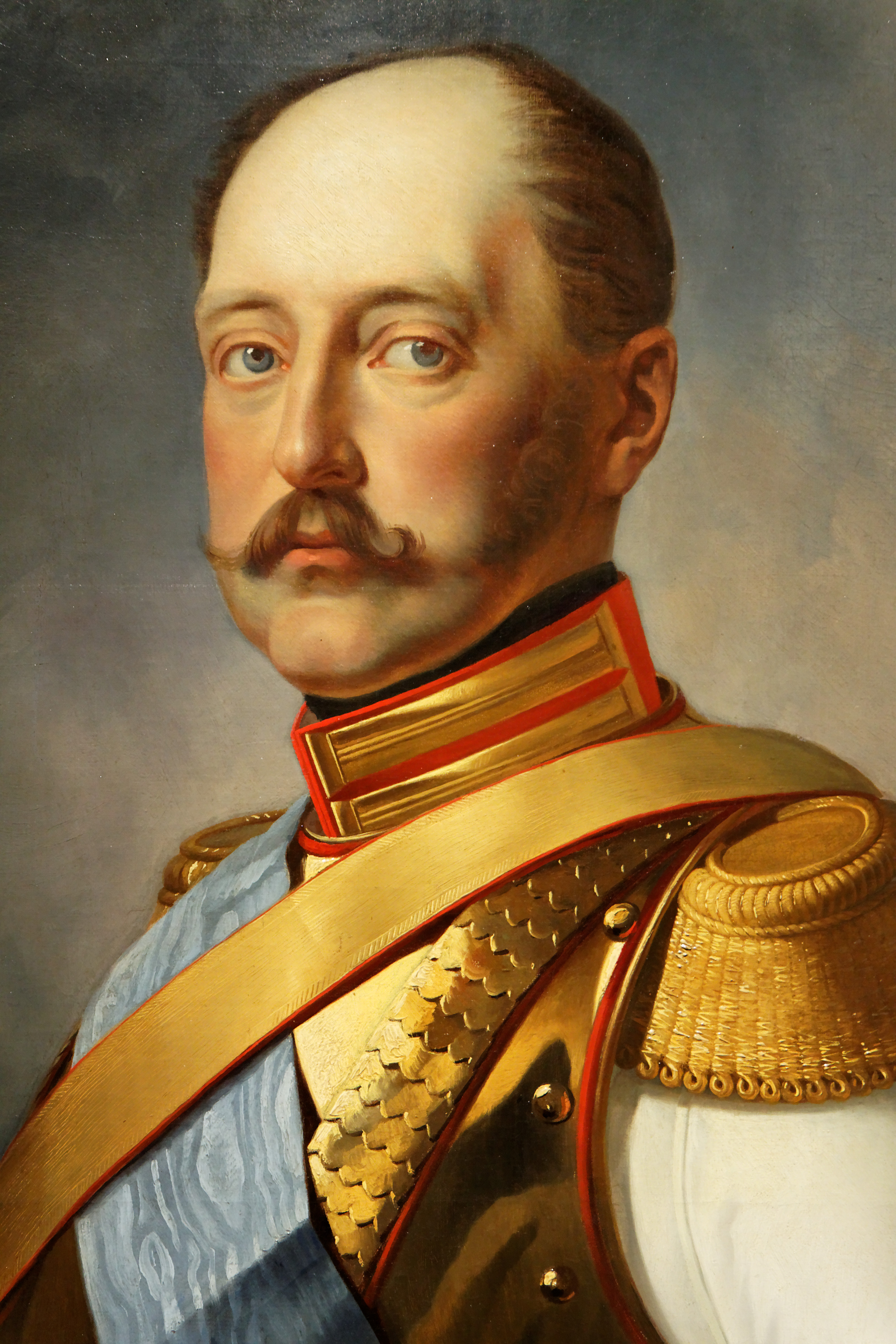
Kaiser von Russland Nikolaus I. (1796–1856)
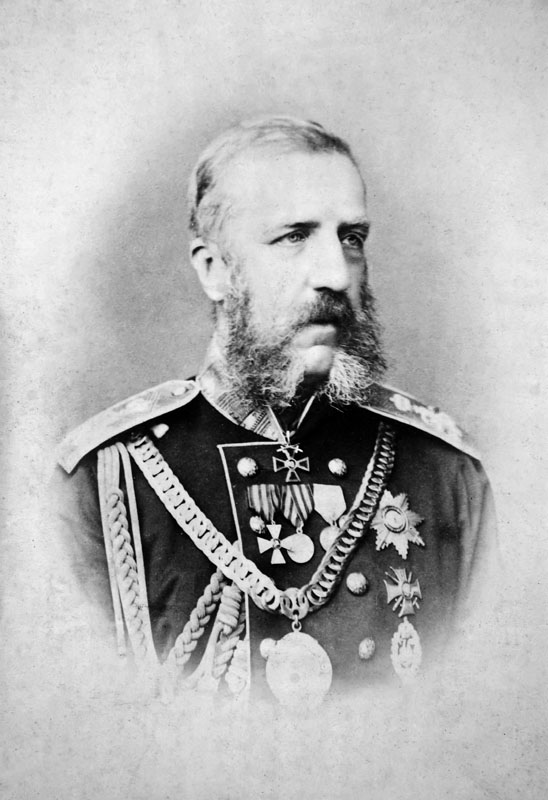
General der Infanterie Semjon Woronzow[8] (1823–1882) in den 1860er Jahren
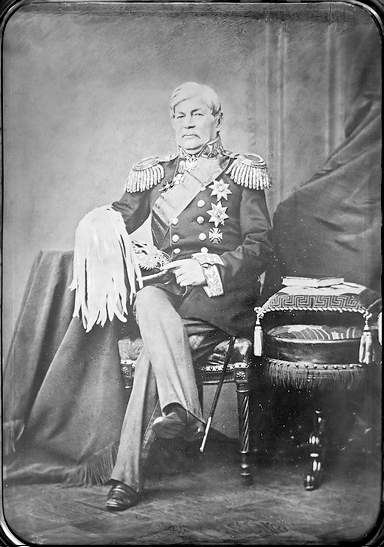
Kommandierender General des linken Flügels der russischen Truppen im Kaukasus Wikenti Koslowski[9] (1797–1873)
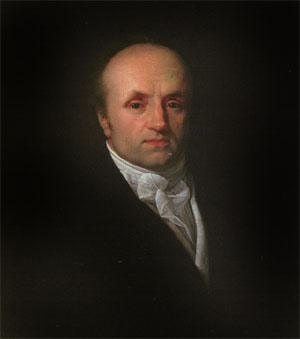
Abraham Breguet[10] (1747–1823) Schweizer Uhrmacher
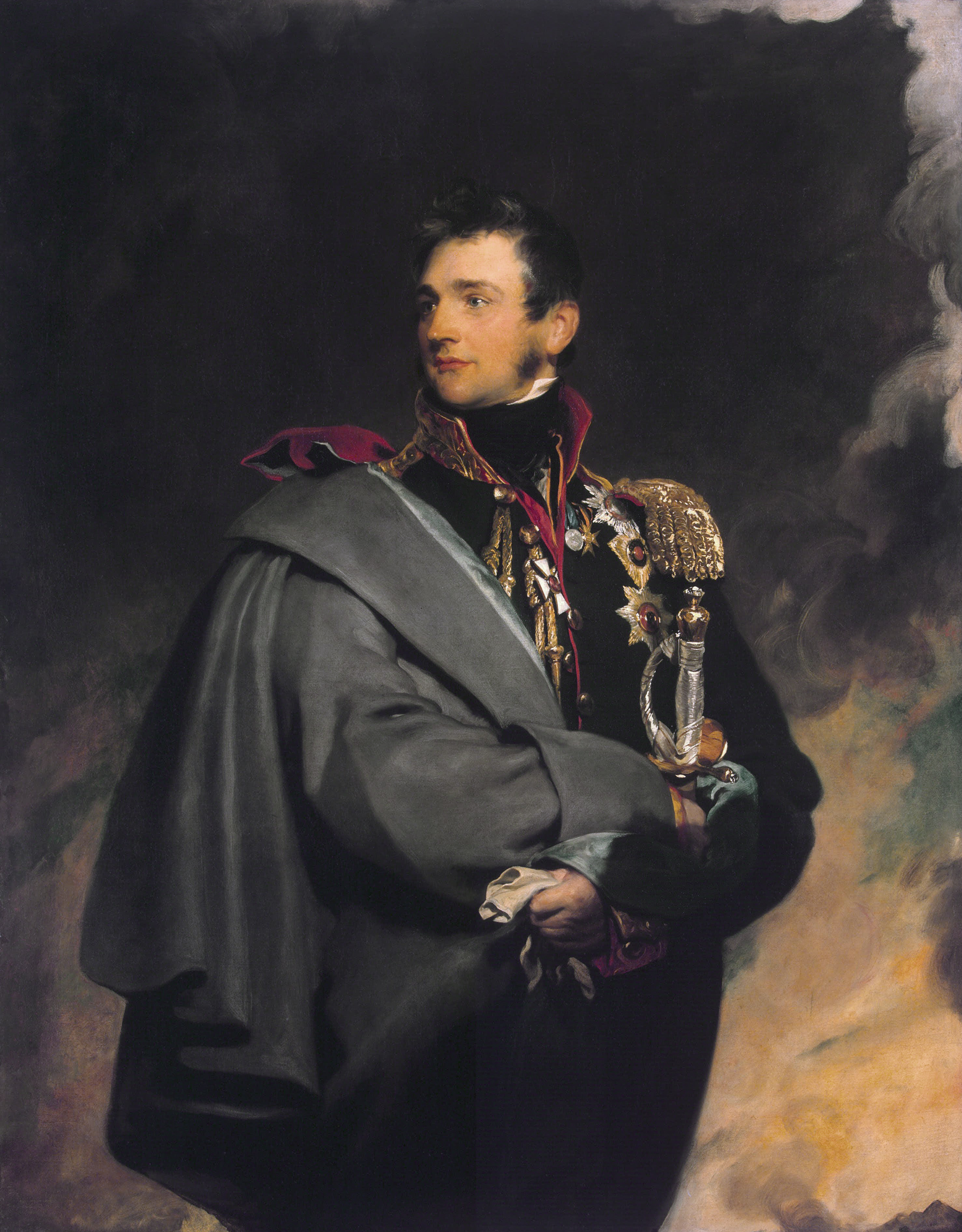
Vizekönig des Kaukasus Michail Woronzow[11] (1782–1856), russischer Statthalter in Tiflis
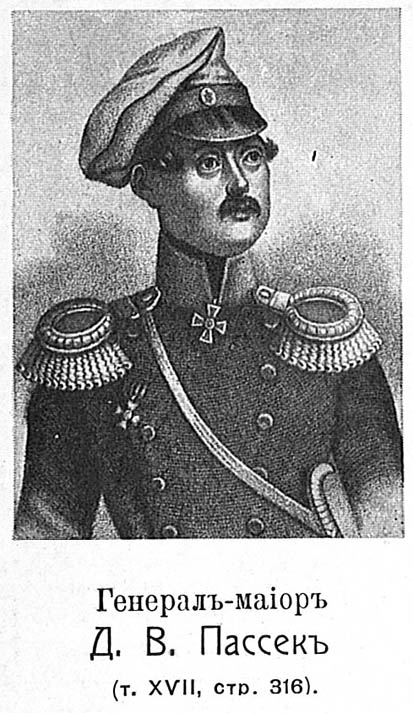
Generalmajor Diomid Passek[12] (1808–1845), Memoirenschreiber
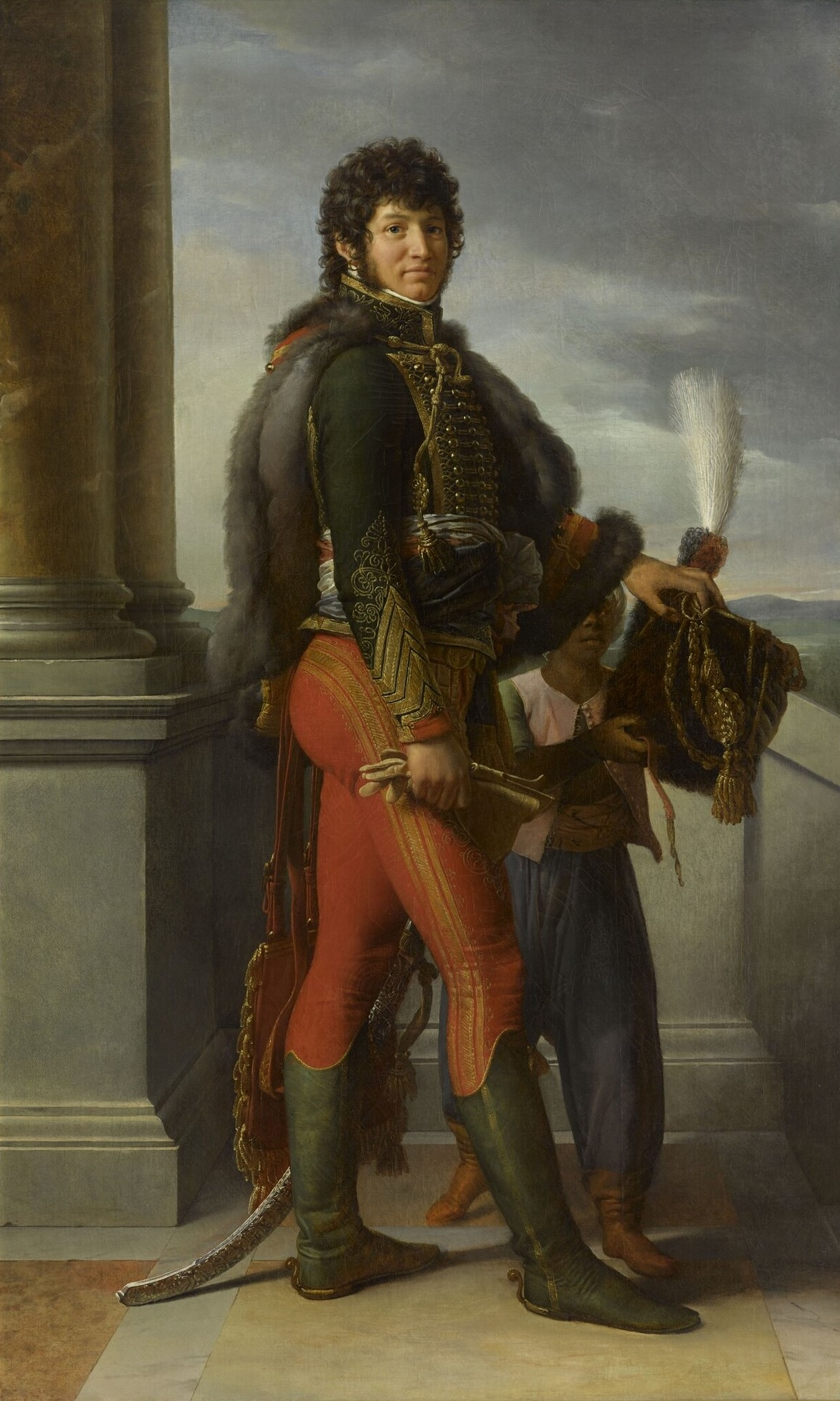
Joachim Murat[13] (1767–1815), unter Napoleon König von Neapel
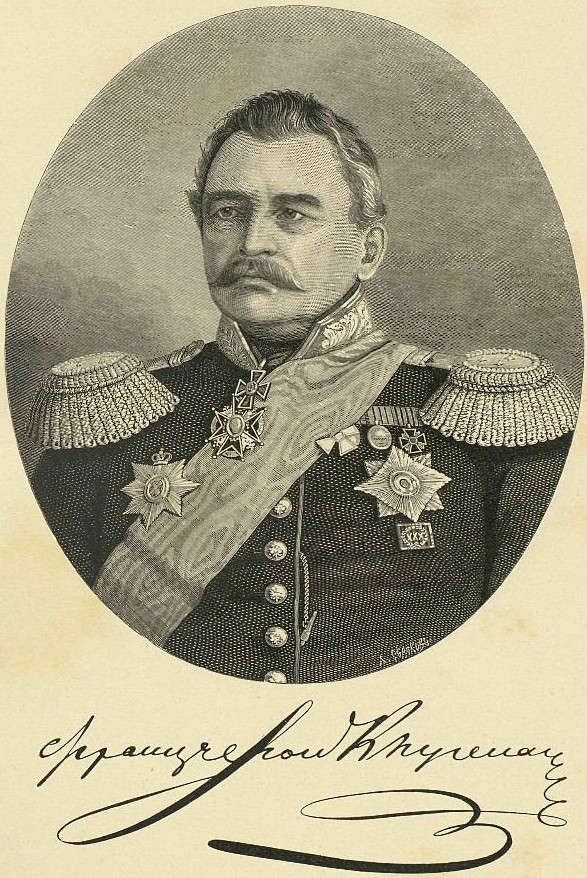
Kommandierender General der russischen Truppen in Norddagestan Franz Klüge von Klugenau[14] (1791–1851)
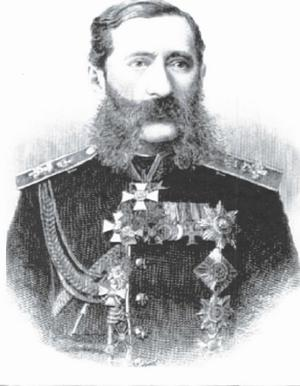
Graf Michail Loris-Melikow (1824–1888)
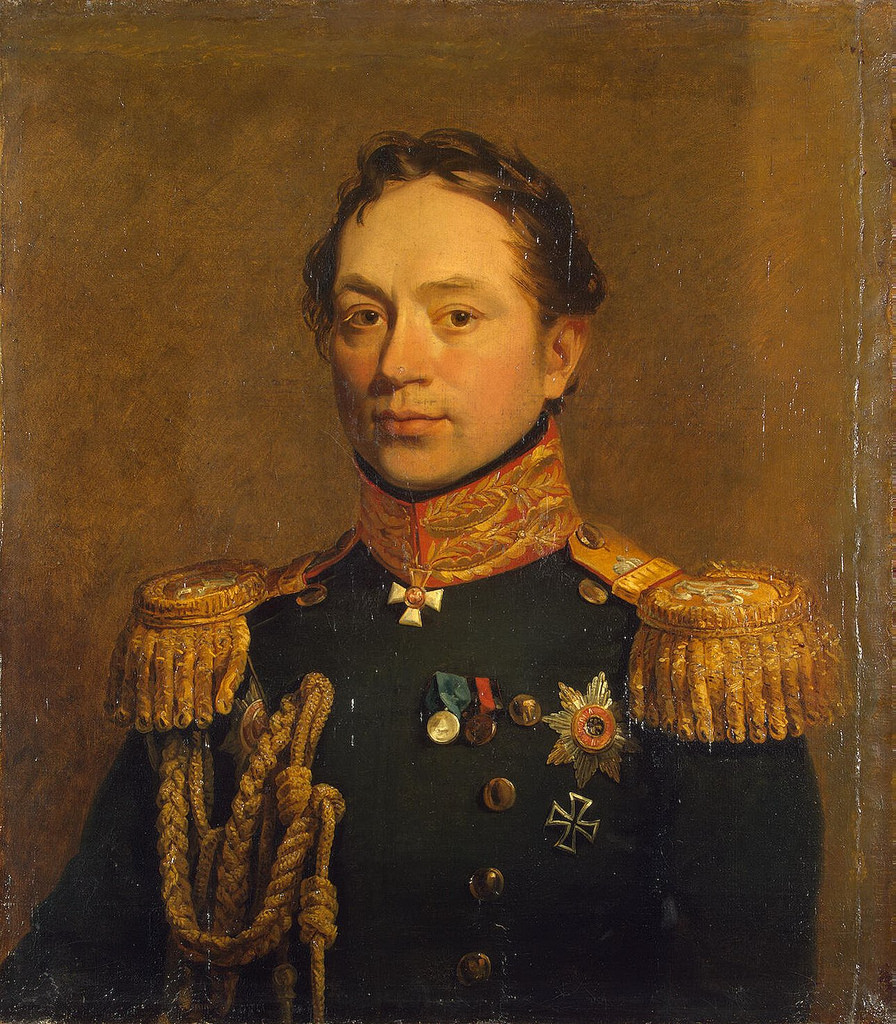
General Georg Rosen[15] (1776–1841) im Jahr 1826
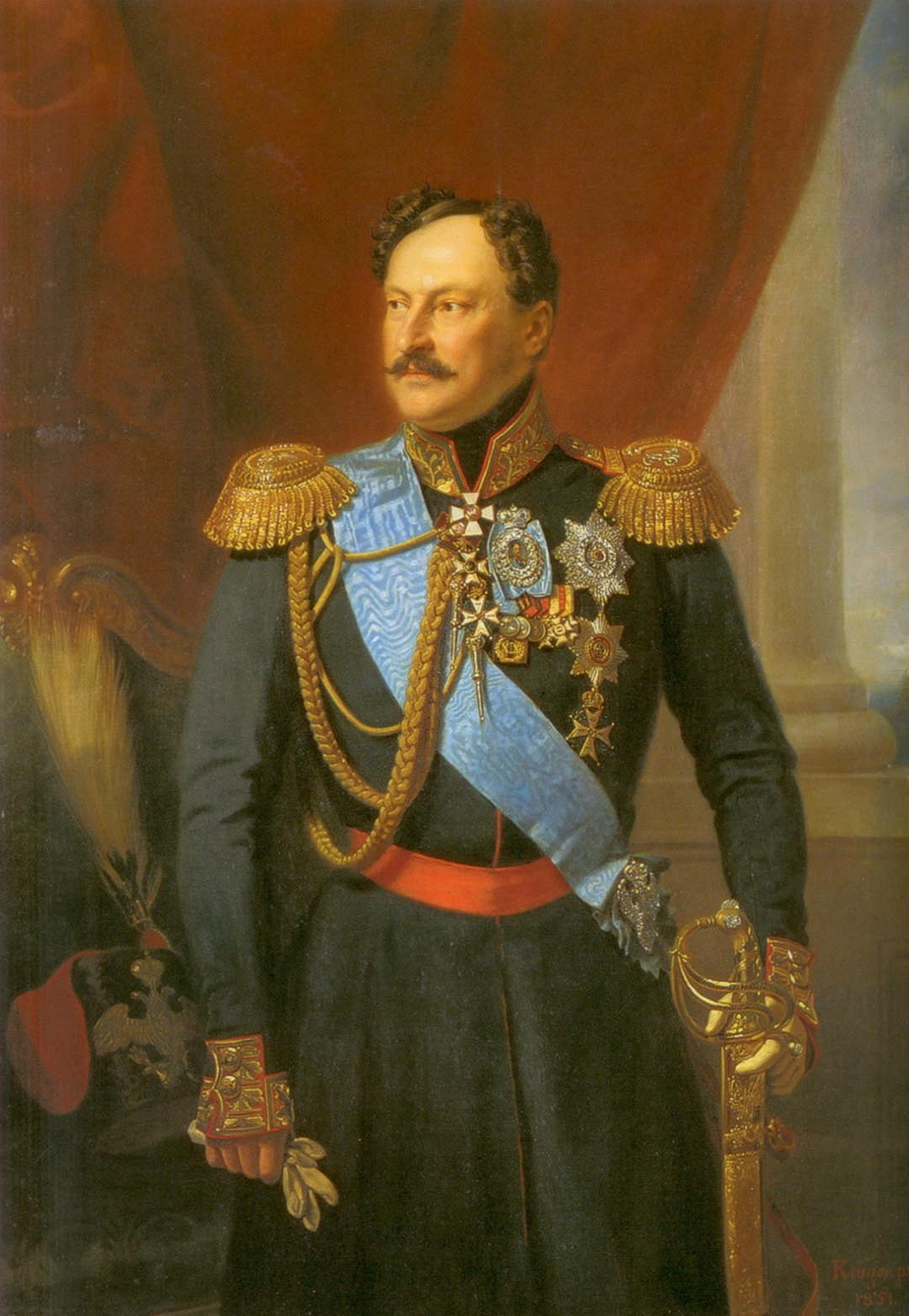
Kriegsminister Fürst Alexander Tschernyschew[16] (1786–1857) im Jahr 1851
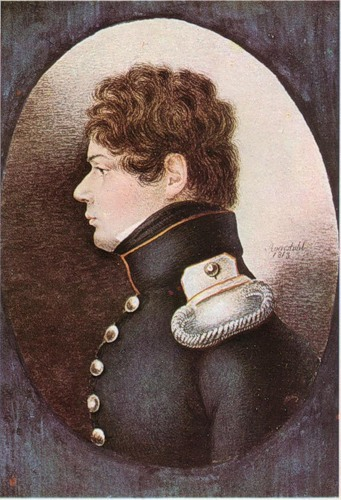
Rittmeister der Gardekavallerie Sachar Tschernyschew[17] (1796–1862)
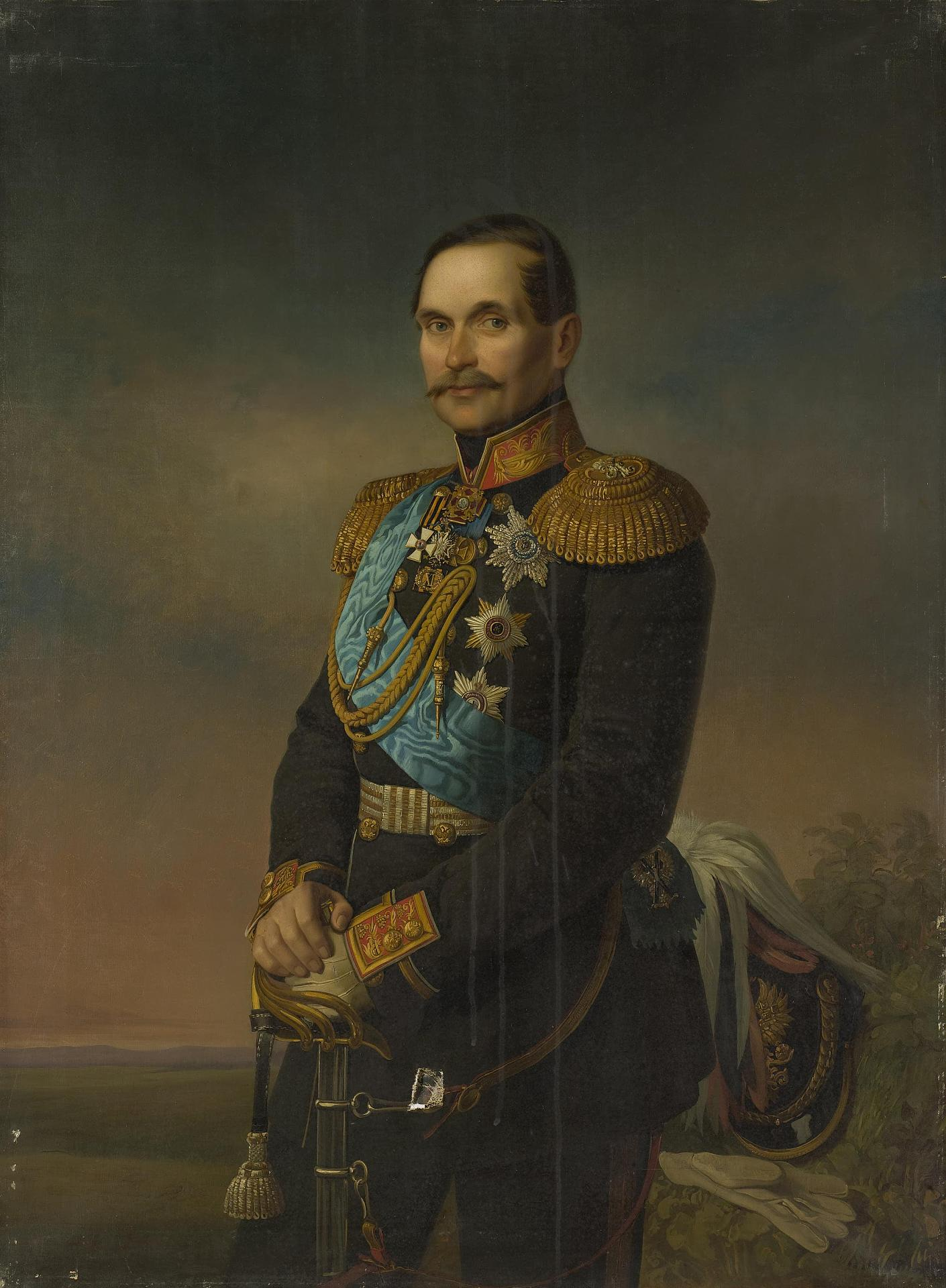
Fürst Wassili Dolgorukow[18] in den 1850er Jahren
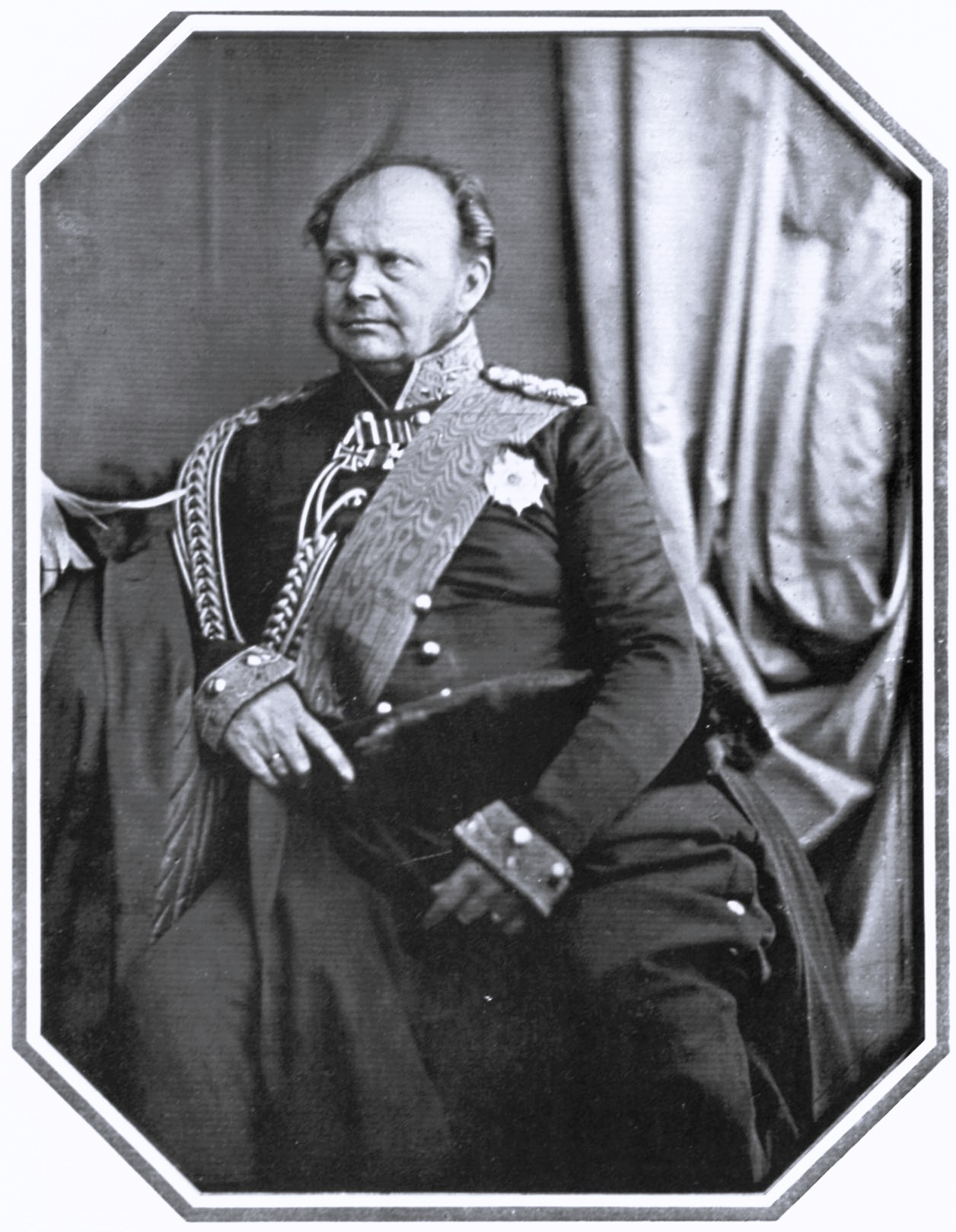
König von Preußen Friedrich Wilhelm IV.[19] (1795–1861) im Jahr 1847
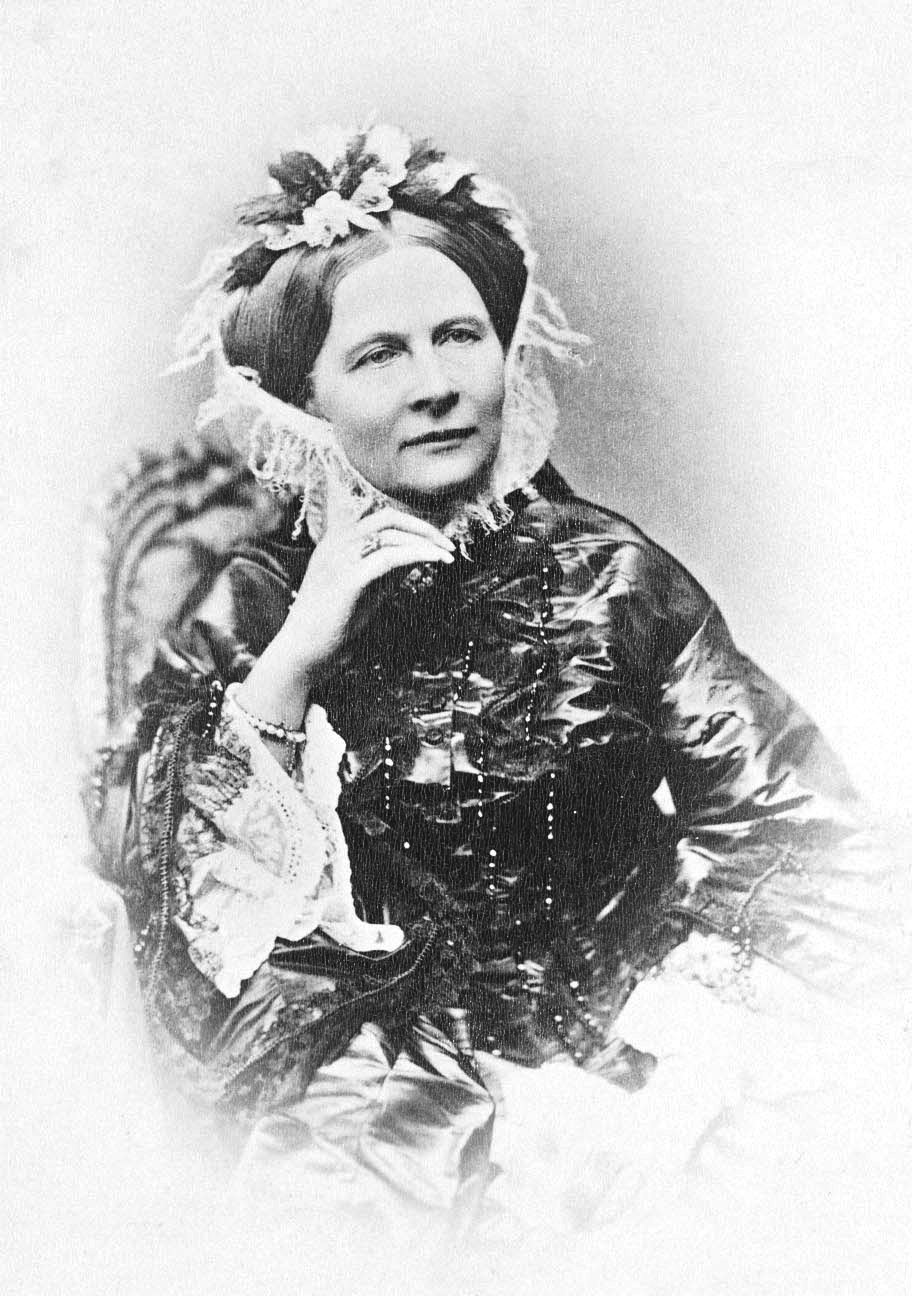
Großfürstin Helena Pawlowna von Russland[20] (1807–1873) im Jahr 1872
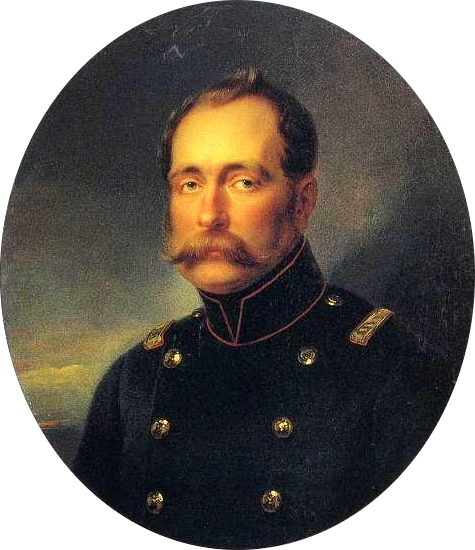
Großfürst Michael Pawlowitsch Romanow[21] (1798–1849) im Jahr 1845
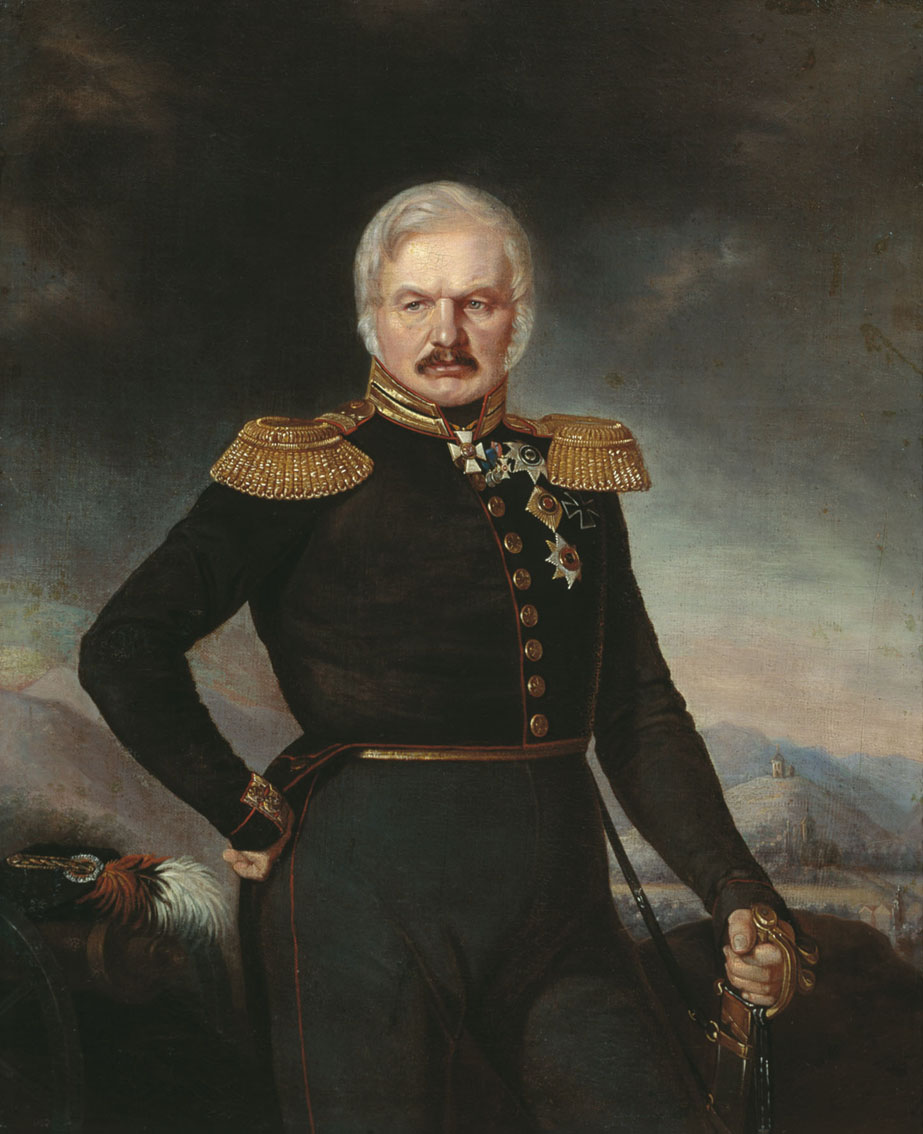
General Alexei Petrowitsch Jermolow[22] (1777–1861) um 1843
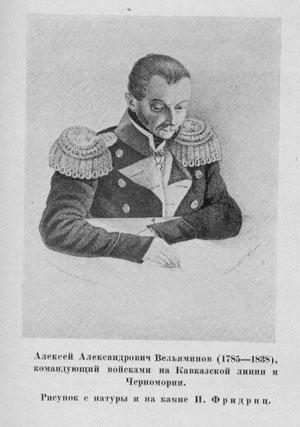
Generalleutnant Alexej Weljaminow[23] (1785–1838)
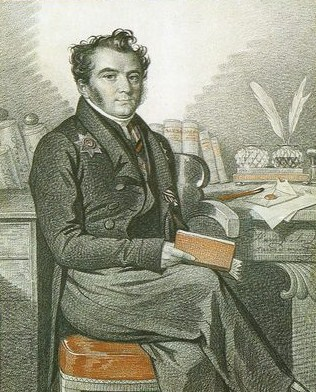
Generalgouverneur der südwestlichen Reichsgebiete Dmitri Bibikow[24] (1792–1870) in den 1820er Jahren
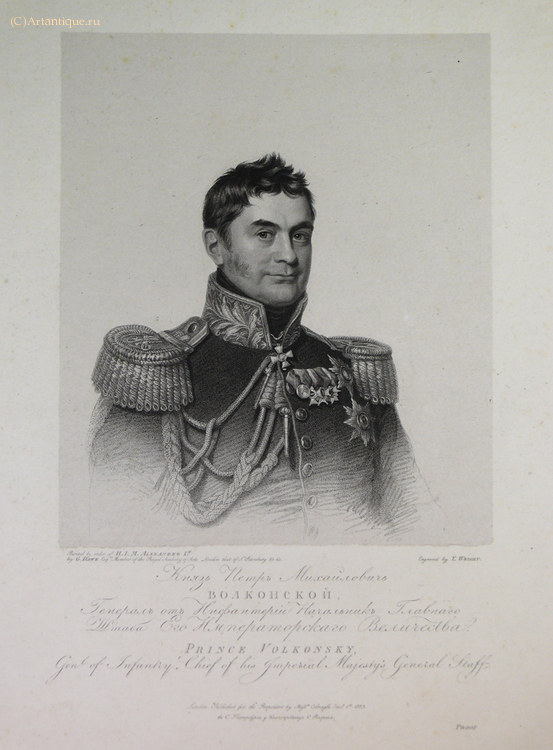
Prinz Pjotr Michailowitsch Wolkonski[25] (1776–1852)
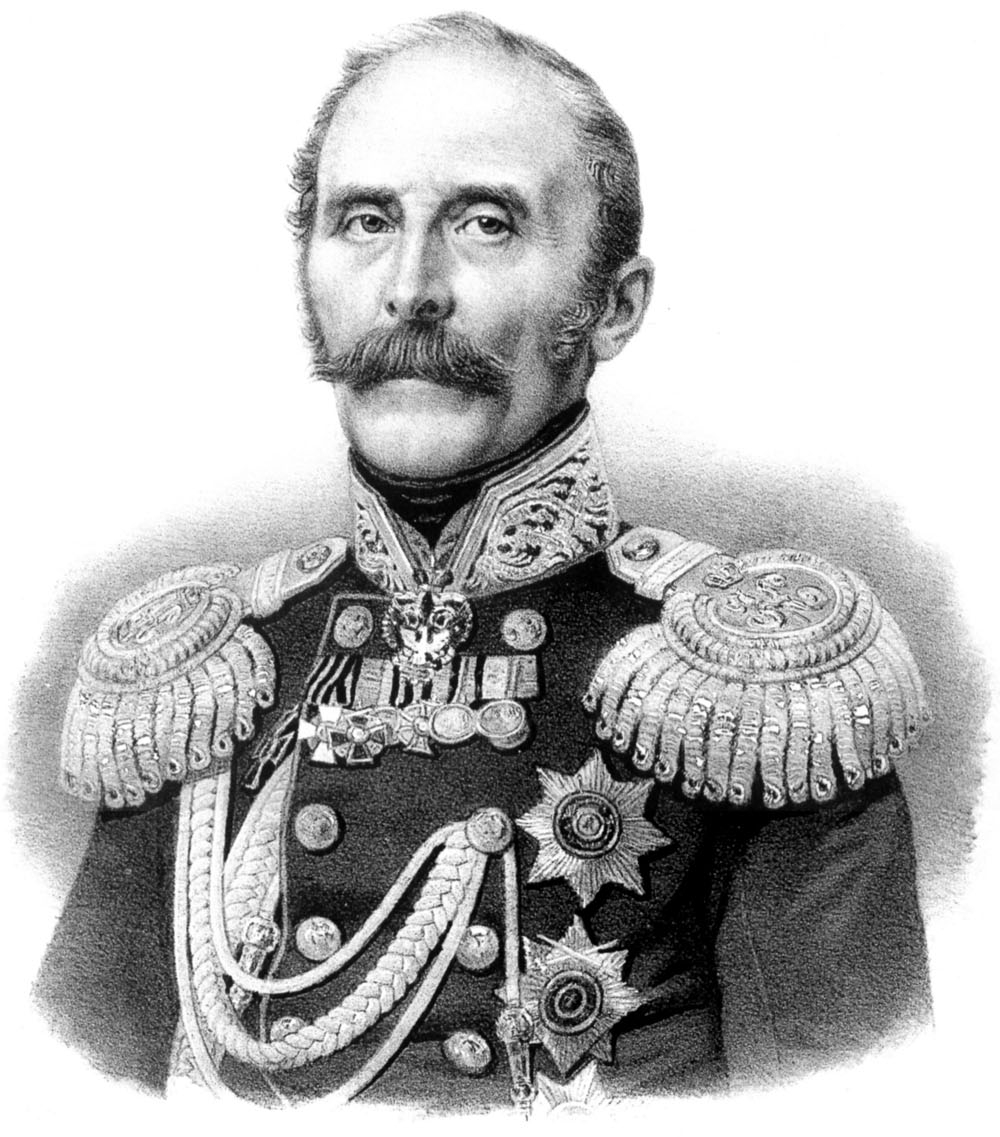
Generalgouverneur der baltischen Provinzen Baron Wilhelm Lieven[26] (1800–1880)
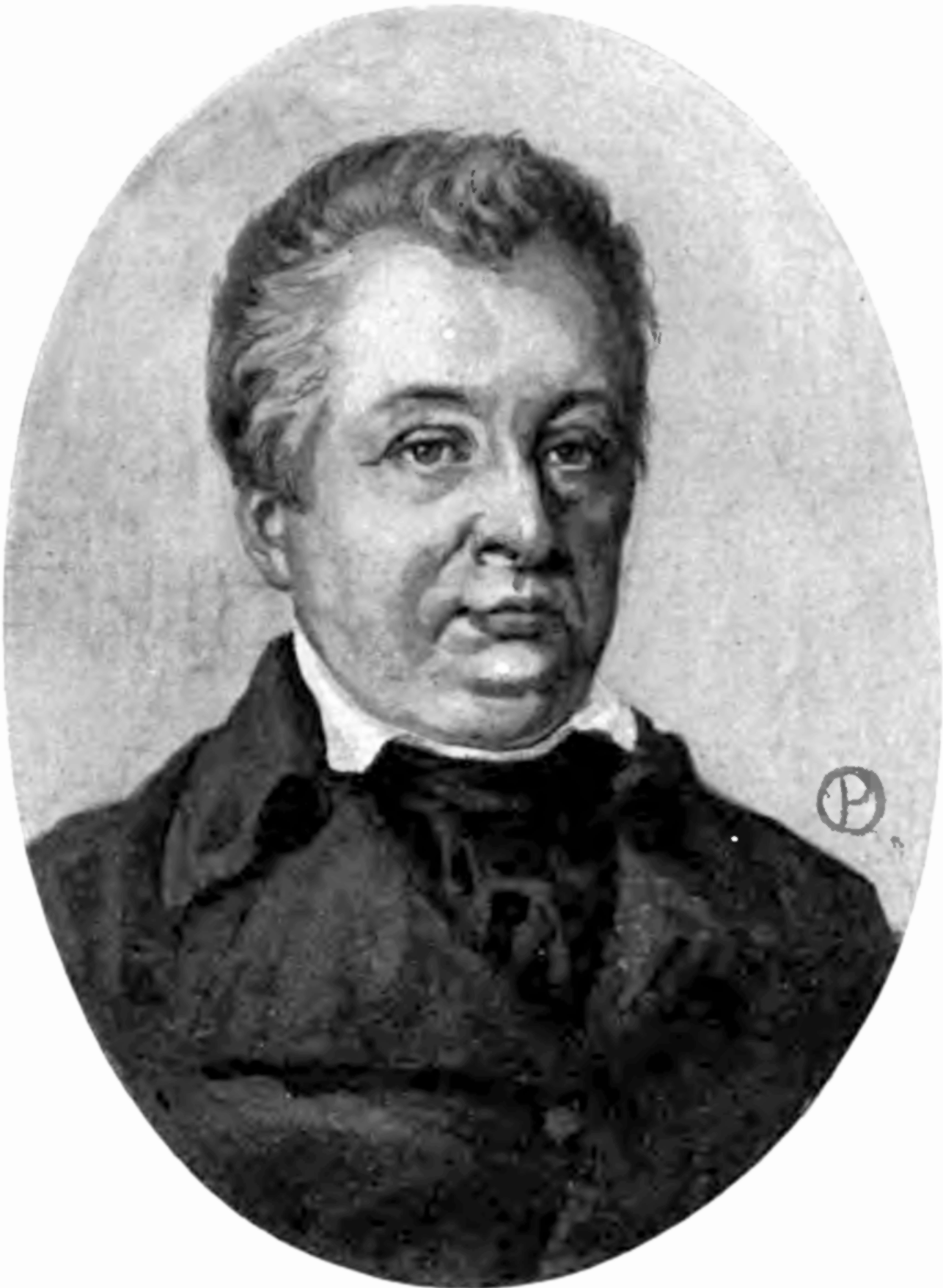
Graf Rzewuski[27] (1791–1866)
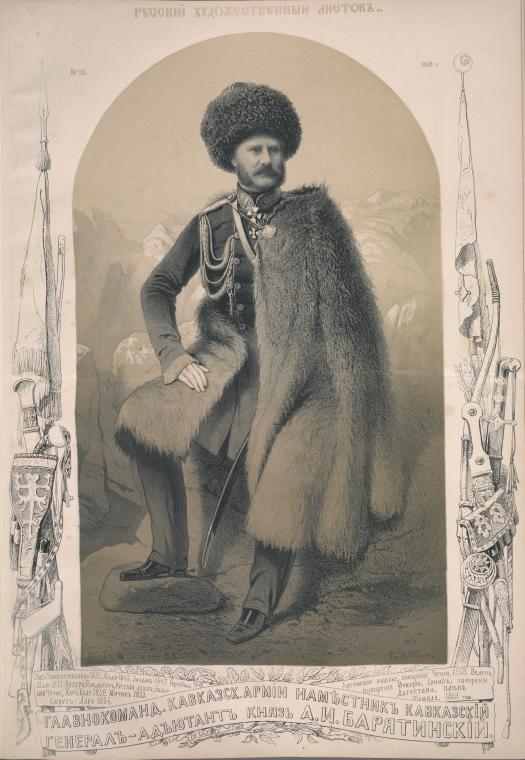
Generalfeldmarschall Alexander Iwanowitsch Barjatinski[28] (1815–1879)
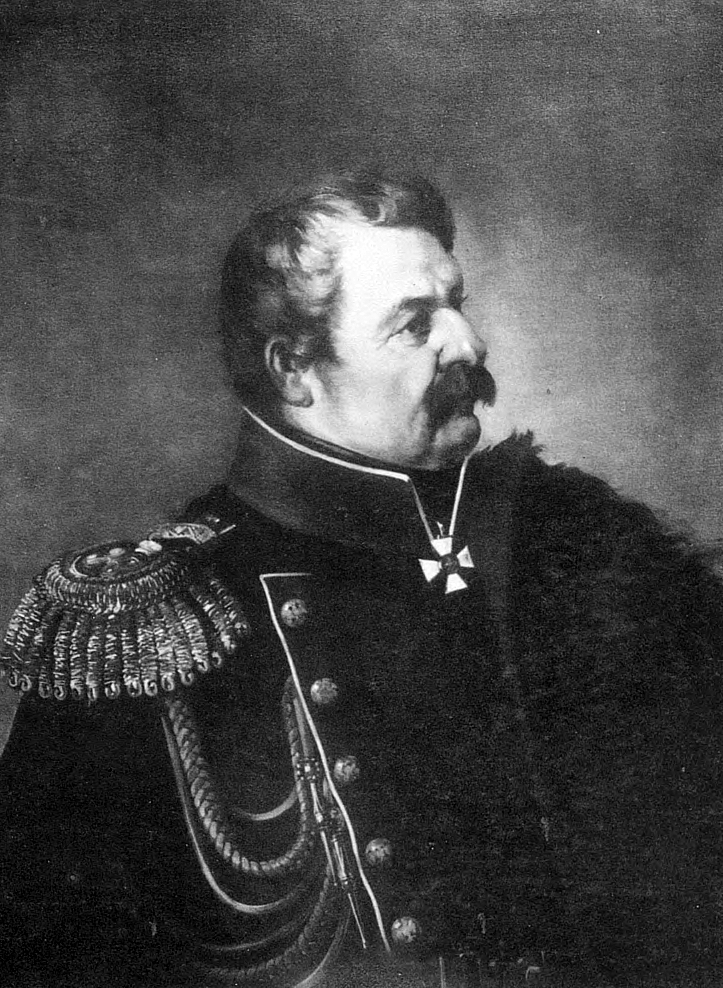
Generaladjutant Fürst Moissei Argutinski-Dolgoruki[29] (1797–1855)

## Form
Der späte Text – neunmal überarbeitet – ist von vollendeter Form. Dabei liegt auf den ersten Blick ein zerklüfteter Korpus vor, denn die Schauplätze der Handlung werden in den 25 Kapiteln munter gewechselt. Neben dem Hin und Her im Kaukasus wird im 15. Kapitel einmal nach Sankt Petersburg gesprungen. Anhand des letztgenannten Kapitels lässt sich ein schwer übersehbares Formmerkmal nachweisen. Lew Tolstoi bietet in diesem 15. Kapitel nicht nur die Reaktion des Zaren auf die Wende im Kaukasuskrieg, bedingt durch den überraschenden Frontenwechsel Hadschi Murats, sondern zeichnet mit nur wenigen Strichen ein plastisches Bild Nikolaus’ I. Russische Angriffe auf die Bergvölker werden zunächst aus der Sicht der Angreifer als kurzweiliger Ausritt, der auch ein paar Russen das Leben kosten kann, dargestellt. Hernach wird der ganze Schrecken des Krieges aus der Perspektive der Opfer (auch die Zivilbevölkerung ist betroffen) und die Zerstörung des langjährig gewachsenen dörflichen Lebensraumes nicht verschwiegen. Somit entstehen glaubhafte Bilder.

## Deutschsprachige Ausgaben
- Chadschi Murat. Deutsche Erstübersetzung 1912 von August Scholz, S. Fischer Verlag, Berlin
- Hadschi Murat. Deutsch von Arthur Luther. S. 89–240 in: Gisela Drohla (Hrsg.): Leo N. Tolstoj. Sämtliche Erzählungen. Siebenter Band. Insel, Frankfurt am Main 1961 (2. Aufl. der Ausgabe in acht Bänden 1982)
- Hadschi Murat. Deutsch von Werner Bergengruen. Mit einem Nachwort von Thomas Grob. Dörlemann Verlag, Zürich 2013, ISBN 978-3-908777-81-6
- Hadschi Murat. Aus dem Russischen übersetzt von Hermann Asemissen. S. 5–161 in: Eberhard Dieckmann (Hrsg.) Lew Tolstoi. Hadschi Murat. Späte Erzählungen (enthält: Hadschi Murat. Nach dem Ball. Der gefälschte Kupon. Aljoscha der Topf. Wofür? Das Göttliche und das Menschliche. Was ich im Traume sah. Vater Wassili. Macht des Kindes. Der Mönchspriester Iliodor.  Wer sind die Mörder? Gespräch mit einem Fremden. Der Fremde und der Bauer. Lieder im Dorf. Drei Tage auf dem Lande. Kinderweisheit. Dankbarer Boden. Chodynka. Ungewollt. Nachgelassene Aufzeichnungen des Mönches Fjodor Kusmitsch. Allen das Gleiche.  Es gibt keine Schuldigen in der Welt). 623 Seiten, Bd. 13 von Eberhard Dieckmann (Hrsg.), Gerhard Dudek (Hrsg.): Lew Tolstoi. Gesammelte Werke in zwanzig Bänden. Rütten und Loening, Berlin 1986 (Verwendete Ausgabe)
- Die Erzählungen. Bd. 2. Späte Erzählungen. 1886–1910 (enthält:  Der Leinwandmesser. Der Tod des Iwan Iljitsch. Die Kreutzersonate. Der Teufel. Herr und Knecht. Vater Sergej. Nach dem Ball. Hadschi-Murad. Der gefälschte Kupon. Aljoscha der Topf. Kornej Wasiljew. Die Erdbeeren. Wofür? Das Göttliche und das Menschliche. Was ich im Traume sah. Auf dem Chodynkafeld). Artemis und Winkler, Düsseldorf 2001. 813 Seiten, ISBN 978-3-538-06906-0
- Hadschi Murat, S. 351–520 in dem Band: Lew Tolstoi, Krieg im Kaukasus. Die kaukasische Prosa. Neu übersetzt und umfassend kommentiert von Rosemarie Tietze. Suhrkamp, Berlin 2018, ISBN 978-3-518-42836-8

## Verfilmung
Die Novelle wurde 1929 unter dem Titel Der weiße Teufel von Alexander Wolkoff mit Iwan Mosjukin in der Hauptrolle verfilmt.